# Sénèque
Pour les articles homonymes, voir Sénèque (homonymie).
 (août 2023).
Motif : Article à réécrire : actuellement basé sur Tacite et sur ouvrage suranné du XIXe s… quand il y a des sources
Sénèque (en latin Lucius Annaeus Seneca), parfois nommé Sénèque le Jeune, Sénèque le Philosophe ou Sénèque le Tragique, né vers l'an 4 av. J.-C. à Corduba et mort le 12 avril 65 à Rome, est un homme d'État romain, un philosophe et un dramaturge.
Conseiller à la cour impériale sous Caligula puis Claude, il est exilé en 41 en Corse, où il écrit ses premiers traités philosophiques avant d'être rappelé comme tuteur du jeune Néron. Lorsque celui-ci accède au pouvoir, il devient son conseiller puis l'un des personnages les plus influents de l'Empire, aux côtés du préfet du prétoire Burrus. La mort de ce dernier en 62 précipite la disgrâce de Sénèque, qui est acculé au suicide par ordre de Néron.
Ses traités philosophiques comme De la brièveté de la vie, De la colère ou De la vie heureuse, et surtout ses Lettres à Lucilius exposent ses conceptions philosophiques stoïciennes. Ses tragédies constituent l'un des meilleurs exemples du théâtre tragique latin, certaines œuvres nourriront le théâtre classique français du XVIIe siècle, comme Œdipe, Phèdre ou Médée.

## Biographie

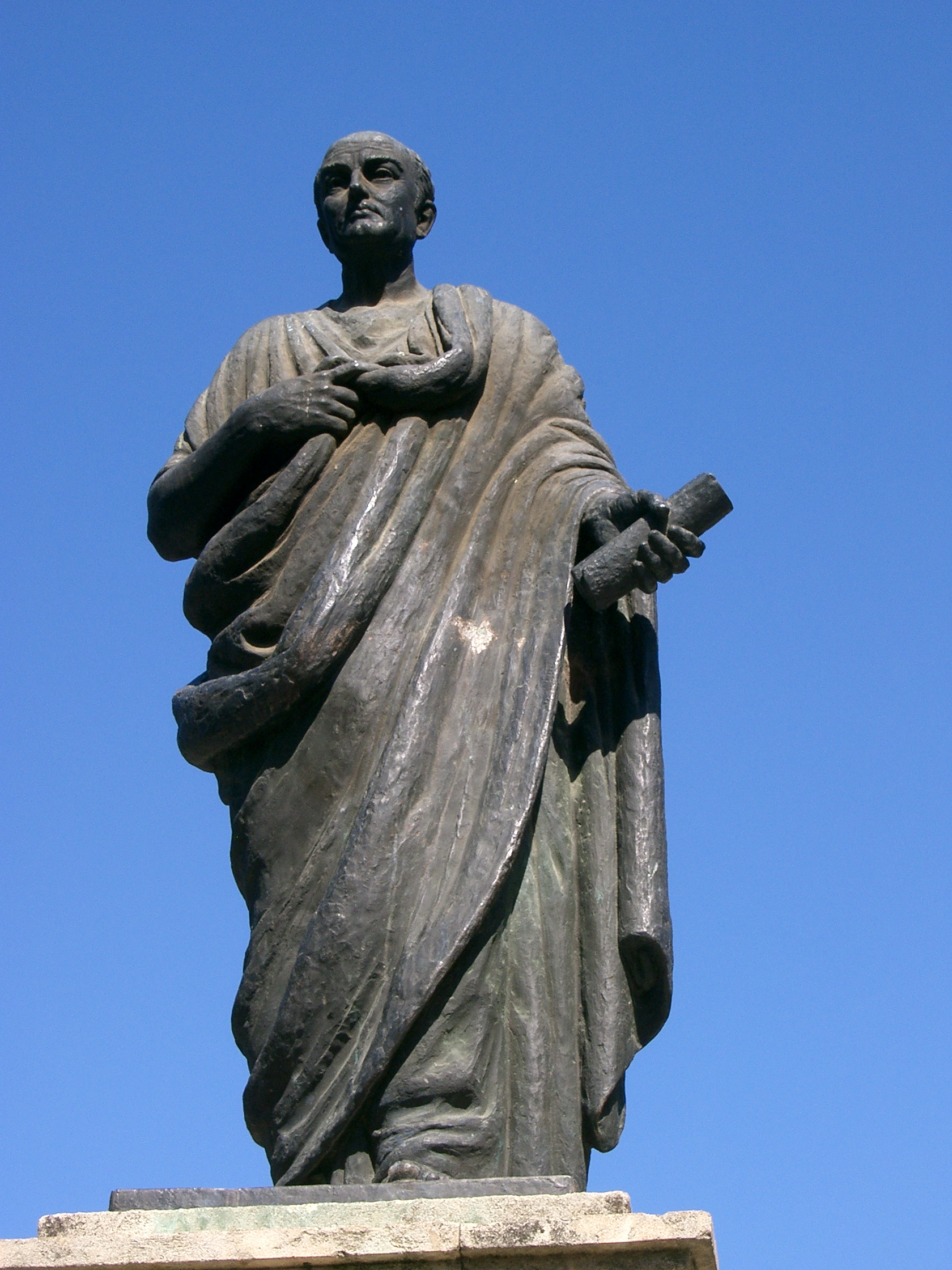
Statue de Sénèque à Cordoue. Bronze d'Amadeo Ruiz Olmos, 1965.

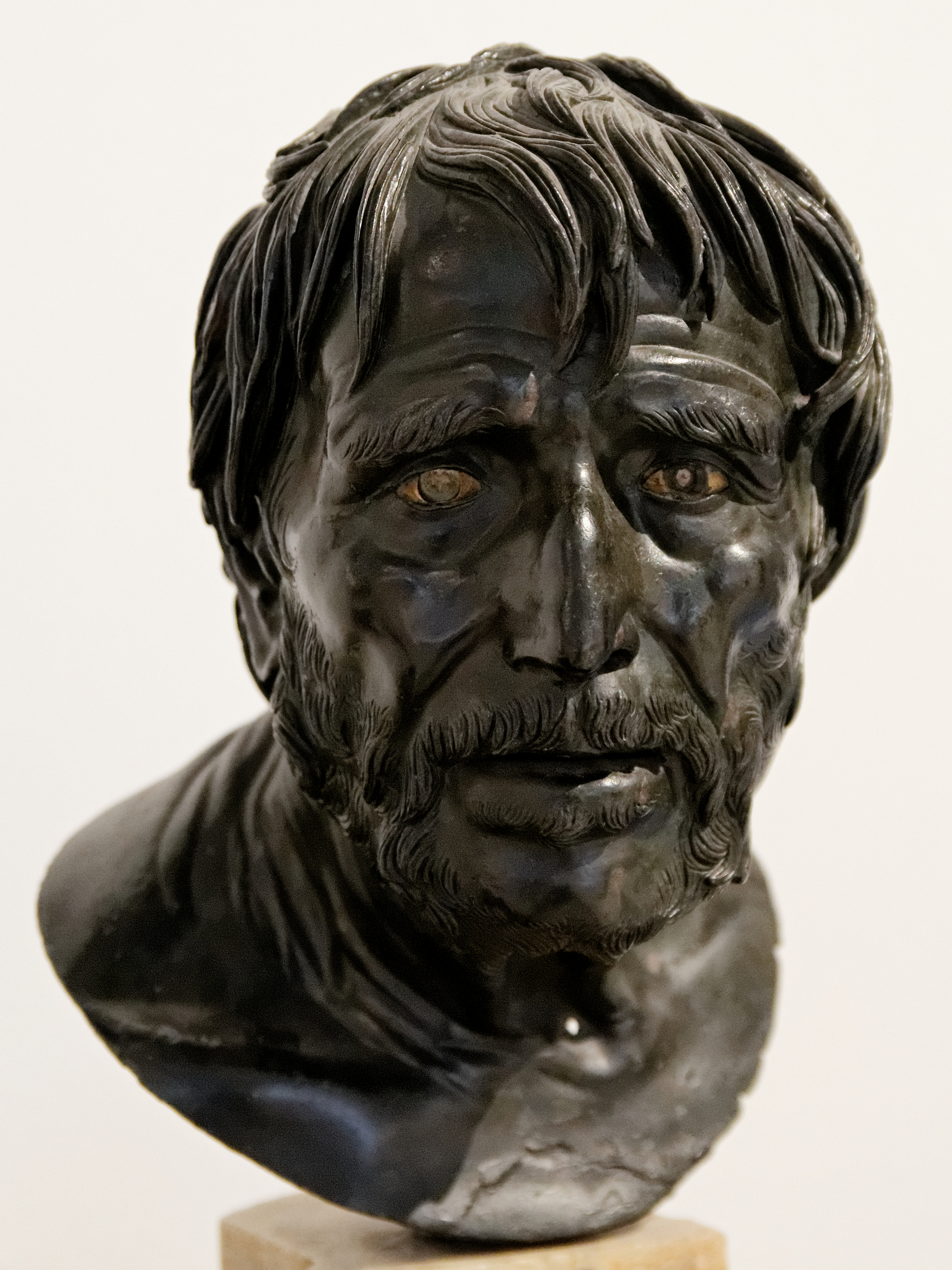
Buste découvert en 1754 à la Villa des Papyrus d'Herculanum, que l'on a pris pour une représentation de Sénèque. La découverte en 1813 d'un double buste Sénèque/Socrate remet en cause la personne représentée, que l'on ne peut pas déterminer avec certitude.

### Jeunesse et débuts
Sénèque est né à Corduba en Bétique (aujourd'hui Cordoue en Andalousie). La date précise de sa naissance n'est pas connue, mais on la situe habituellement au début de notre ère, entre l'an 4 av. J.-C. et 1 apr. J.-C. Sa famille n'est pas hispanique ni originaire du territoire bétique, mais semble avoir été originaire d'Italie du Nord,. Il est le deuxième fils d'Helvia et de Marcus Lucius Annaeus Seneca (dit « Sénèque l'Ancien »), un rhéteur aisé de rang équestre. Novatus, dit « Gallion », son frère aîné, est proconsul d'Achaïe à Corinthe, où, selon les Actes des Apôtres, Paul de Tarse comparaît devant lui en 51. Sénèque est également l'oncle de l'écrivain Lucain, fils de son frère cadet Mela.
Il est encore très jeune lorsque sa famille s'installe à Rome, où son père lui prodigue une éducation soignée. Il est d'abord attiré par le pythagorisme. Vers 20 ans, il commence à souffrir d'une maladie aujourd'hui associée à la tuberculose et se rend en Égypte afin de se rétablir.
De retour à Rome en 31, il commence sa carrière à la cour. À partir de 37, il est élu questeur et obtient le droit de siéger au Sénat. Particulièrement lié au richissime Crispus Passienus — dont la première épouse, Domitia, est la tante de Néron et la seconde, Agrippine, la mère du futur empereur — Sénèque devient un proche de la cour impériale.

### Sous Caligula
Conseiller à la cour impériale sous Caligula, Sénèque se fait rapidement remarquer pour son talent. Cela lui attire la jalousie de l'empereur lui-même. Dans ses écrits ultérieurs, Sénèque décrit Caligula comme un monstre et ne lui trouve aucune qualité.
Caligula d'après Suétone déteste Sénèque. Selon Dion Cassius, il le fait condamner  à mort « pour avoir bien plaidé devant le Sénat » et lui ordonne de se suicider. Cependant, Sénèque aurait dû  son salut à l'intervention de l'une des maîtresses de l'empereur, qui le fait gracier. L'une des raisons avancées pour cette décision est la santé défaillante de Sénèque, qui laissent envisager une mort rapide de maladie. Sénèque, lui, explique sa propre survie comme étant due à sa patience et à son dévouement.

### Sous Claude
Sénèque est alors la victime des intrigues de Messaline, la troisième épouse de l'empereur Claude, qui l'accuse d'adultère avec Julia Livilla. Les historiens modernes jugent que cette accusation ne fut qu'un prétexte, étant donné que Messaline avait surtout des motifs politiques pour éliminer Julia Livilla. Sénèque est une nouvelle fois condamné à mort, peine commuée en exil par Claude.
De 41 à 49, Sénèque est relégué en Corse. Il est difficile de faire la part de la légende dans les diverses anecdotes rapportées par la tradition locale. Il est improbable qu'il ait vécu en ermite dans la Tour de Sénèque, nid d'aigle perché sur le chaînon montagneux du Cap Corse. Selon un autre récit traditionnel, Sénèque, qui aurait attenté à la vertu d'une bergère corse, aurait été, par vengeance, roulé nu dans un buisson d'orties, ce qu'attesterait le nom vernaculaire d'une variété d'orties : l'Urtica di Seneca. Dans ses écrits ultérieurs il a porté des jugements très peu flatteurs sur l'île et sur ses habitants dont il disait : « Se venger est la première loi des Corses, la seconde, vivre de rapines, la troisième, mentir et la quatrième, nier les Dieux. »
C'est durant son exil que Sénèque aurait écrit ses Consolations. Il tente dans sa Consolation à Polybe de plaire au secrétaire de Claude qui venait de perdre son frère.
Le texte attribué à Sénèque n'ayant pas eu l'effet espéré, il n'est rappelé qu'après la mort de Messaline, en 48 ou 49 à la demande d'Agrippine devenue la nouvelle épouse de Claude. En 50, il devient préteur grâce à l'influence d'Agrippine. Vers cette époque, il épouse également Pauline, originaire d'Arles, sans doute fille de Pompeius Paulinus, préfet de l'annone, c’est-à-dire chargé de l’approvisionnement de Rome, auquel il dédie le traité De la brièveté de la vie (De brevitate vitae).

### Sous Néron
En 49, Sénèque est rappelé à Rome à la demande d'Agrippine, qui le fait engager comme tuteur du jeune prince Néron alors âgé de 12 ans. Ce dernier succède à Claude sur le trône impérial en 54, à l'âge de 17 ans.
L'influence de Sénèque est particulièrement forte au cours de sa première année en tant que conseiller impérial. C'est d'ailleurs lui qui compose l'éloge funèbre prononcé par Néron à la mort de Claude, comme il compose, par la suite, bon nombre des discours du nouvel empereur. Plus tard, Sénèque écrit l’Apocoloquintose ou Transformation de l'empereur Claude en citrouille, qui ridiculise l'apothéose de Claude et fait l'éloge de Néron.
En mai-juin 55, il devient consul suffect. Sénèque est ainsi, avec le préfet du prétoire Burrus et Néron lui-même, l'homme le plus influent de l'Empire romain. Selon Tacite, le quinquennium Neronis, terme désignant les cinq premières années du règne de Néron sous l'influence de Sénèque, s'avère être une période de prospérité pour l'Empire.
En 56, il publie De la clémence, à la suite de la mort de Britannicus qui agite Rome. Le but de cet écrit fut sans doute de rassurer les foules vis-à-vis du pouvoir de Néron. Tacite rapporte qu'à la suite de cela, Sénèque obtint la moitié des propriétés du défunt, l'autre partie revenant à Burrus.
En 58, Sénèque est attaqué par Publius Suillius Rufus, qui lui reproche son immense fortune (300 millions de sesterces) acquise par ses amitiés et par l'usure, ainsi que sa tentative de débaucher des femmes de la maison princière. Rufus relaie également la rumeur d'une relation entre Agrippine et Sénèque, ce à quoi ce dernier réplique en accusant Rufus de corruption. Finalement, Sénèque s'en sort sans dommage, tandis que Rufus est condamné à l'exil et se fait confisquer la moitié de son domaine.
La fortune que Sénèque a accumulée est néanmoins colossale et constitue l'une des plus importantes de son époque : estimée à 75 millions de deniers, elle représente entre 5 et 10 % des revenus annuels de l'État romain.
Sénèque parvient à rompre le lien quasi incestueux de Néron et de sa mère, isole Agrippine et participe activement, quoique indirectement, à son assassinat en 59. Tacite écrira, « Aussi n'était-ce plus Néron, dont la monstruosité était au-delà de toute plainte, mais Sénèque que la rumeur publique condamnait, pour avoir avoué, en faisant écrire cela, le crime. ».
A ce moment-là, Sénèque était sans aucun doute extrêmement riche : il possédait des propriétés en Italie, mais aussi en Égypte et en Illyrie (actuelle Albanie). Dion Cassius affirme que la bataille de Watling Street a été causée par Sénèque, qui incitait les Bretons à contracter d'importants prêts à intérêts. Sénèque se montrait sensible à de telles accusations : dans De la vie heureuse, daté de cette époque, il argue que gagner et dépenser correctement sa richesse est un comportement approprié pour un philosophe.

### Mort

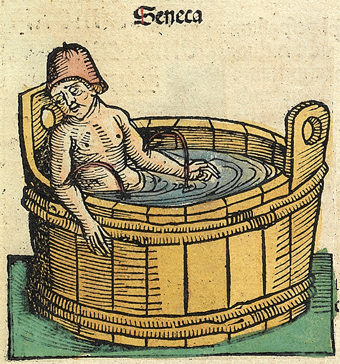
Suicide de Sénèque, tel qu'illustré dans La Chronique de Nuremberg.

En 62, cependant, il commence à tomber en disgrâce après la mort de Burrus et, selon Tacite, il est jalousé pour sa richesse et il critique les goûts de Néron pour les chevaux et le chant.
À la suite de sa mise en cause, Sénèque demande à Néron d'être relevé de sa charge d’« ami du prince » et propose de lui restituer sa fortune. Néron refuse et, bien que Sénèque se soit retiré de la vie publique, tente sans succès de le faire empoisonner.
En 65, Sénèque est compromis malgré lui dans la Conjuration de Pison et contraint à un suicide forcé. Il se donne la mort en s'ouvrant les veines sur l'ordre de Néron. Tacite fait la mise en scène détaillée de son suicide :
« Ensuite le fer lui ouvre les veines des bras. Sénèque, dont le corps affaibli par les années et par l'abstinence laissait trop lentement échapper le sang, se fait aussi couper les veines des jambes et des jarrets. Bientôt, dompté par d'affreuses douleurs, il craignit que ses souffrances n'abattissent le courage de sa femme, et que lui-même, en voyant les tourments qu'elle endurait, ne se laissât aller à quelque faiblesse ; il la pria de passer dans une chambre voisine. Puis, retrouvant jusqu'en ses derniers moments toute son éloquence, il appela des secrétaires et leur dicta un assez long discours. […] Comme le sang coulait péniblement et que la mort était lente à venir, il pria Statius Annaeus, qu'il avait reconnu par une longue expérience pour un ami sûr et un habile médecin, de lui apporter le poison dont il s'était pourvu depuis longtemps, le même qu'on emploie dans Athènes contre ceux qu'un jugement public a condamnés à mourir. Sénèque prit en vain ce breuvage : ses membres déjà froids et ses vaisseaux rétrécis se refusaient à l'activité du poison. Enfin il entra dans un bain chaud, et répandit de l'eau sur les esclaves qui l'entouraient, en disant : « J'offre cette libation à Jupiter Libérateur. » Il se fit ensuite porter dans une étuve, dont la vapeur le suffoqua. Son corps fut brûlé sans aucune pompe ; il l'avait ainsi ordonné par un codicille, lorsque, riche encore et très puissant, il s'occupait déjà de sa fin. »
Comptant au nombre des conjurés, son frère cadet Mela ainsi que son neveu Lucain sont également acculés au suicide, tout comme l'est son frère aîné Gallion peu après, pour des raisons politiques.

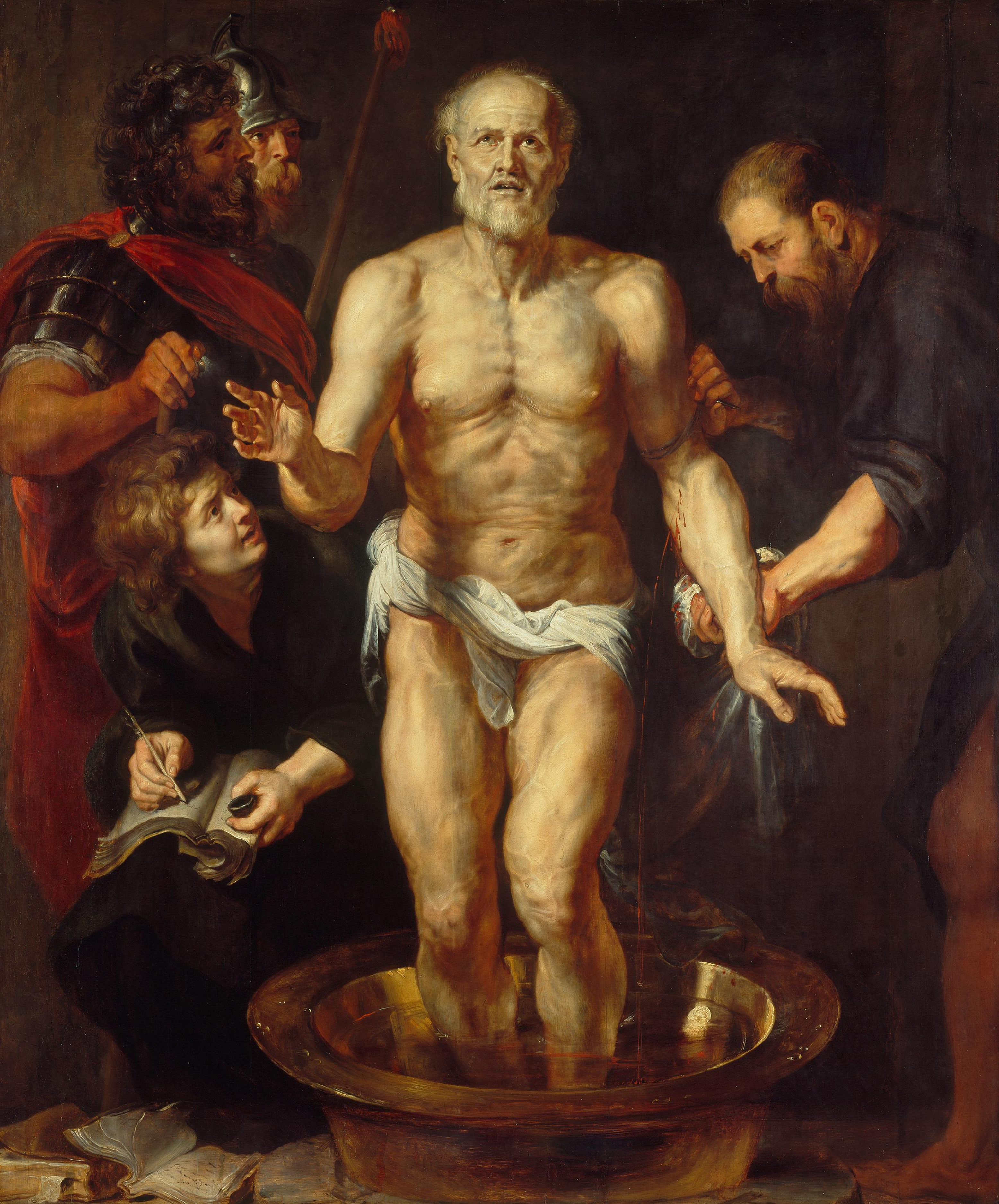
Pierre Paul Rubens, 1612, La Mort de Sénèque - Alte Pinakothek, Munich.
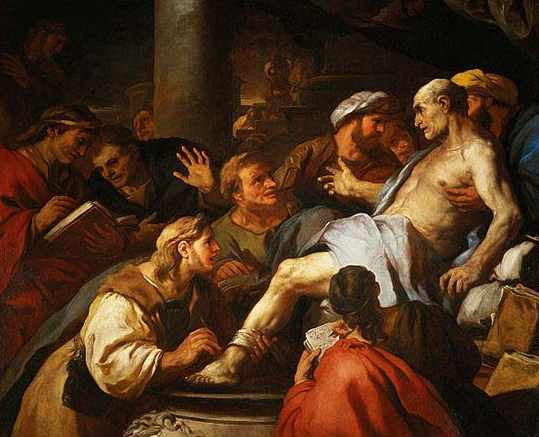
Luca Giordano, 1684, La Mort de Sénèque - musée du Louvre, Paris.
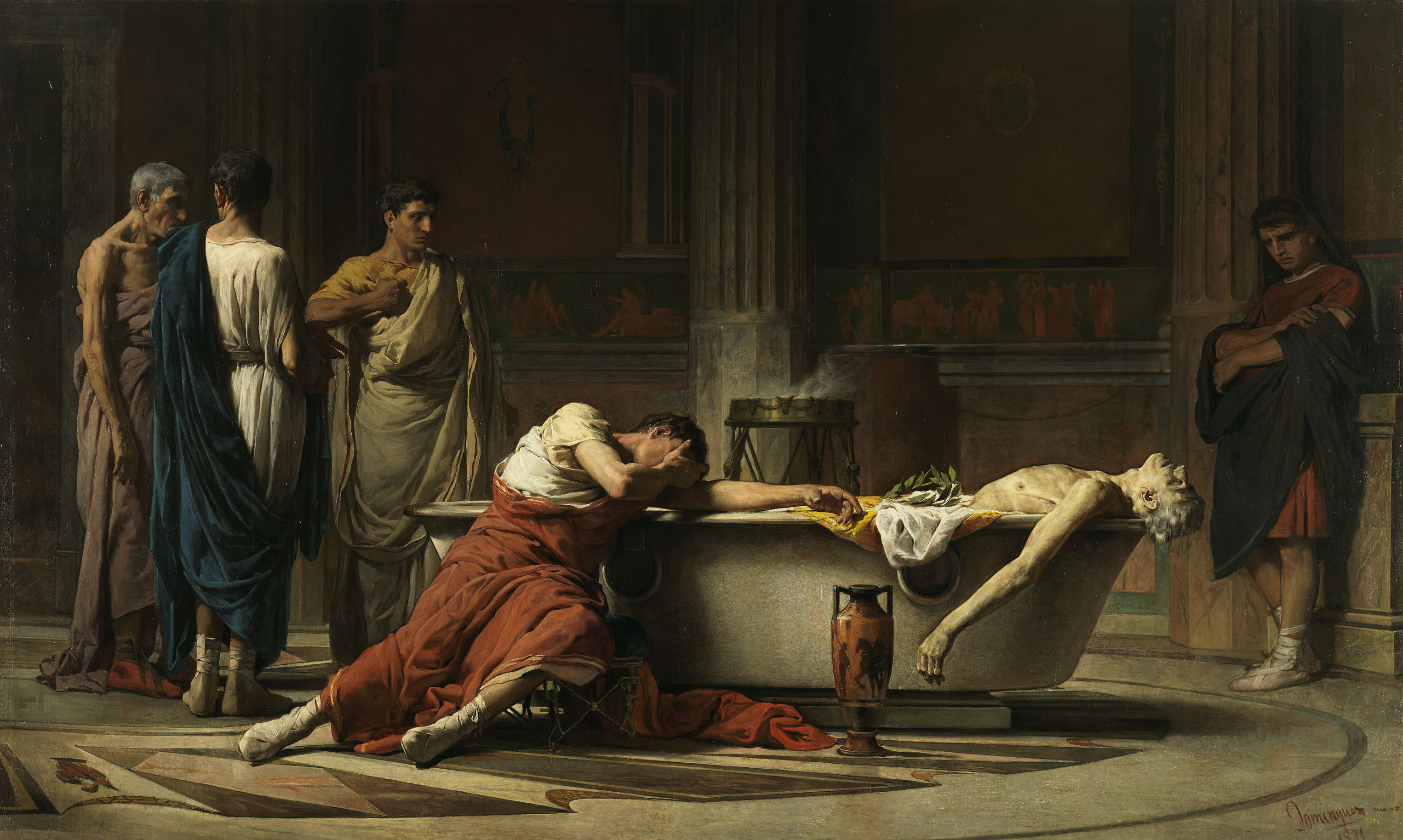
Manuel Domínguez Sánchez, 1871, La Mort de Sénèque - musée du Prado, Madrid.

## Apport philosophique et moral

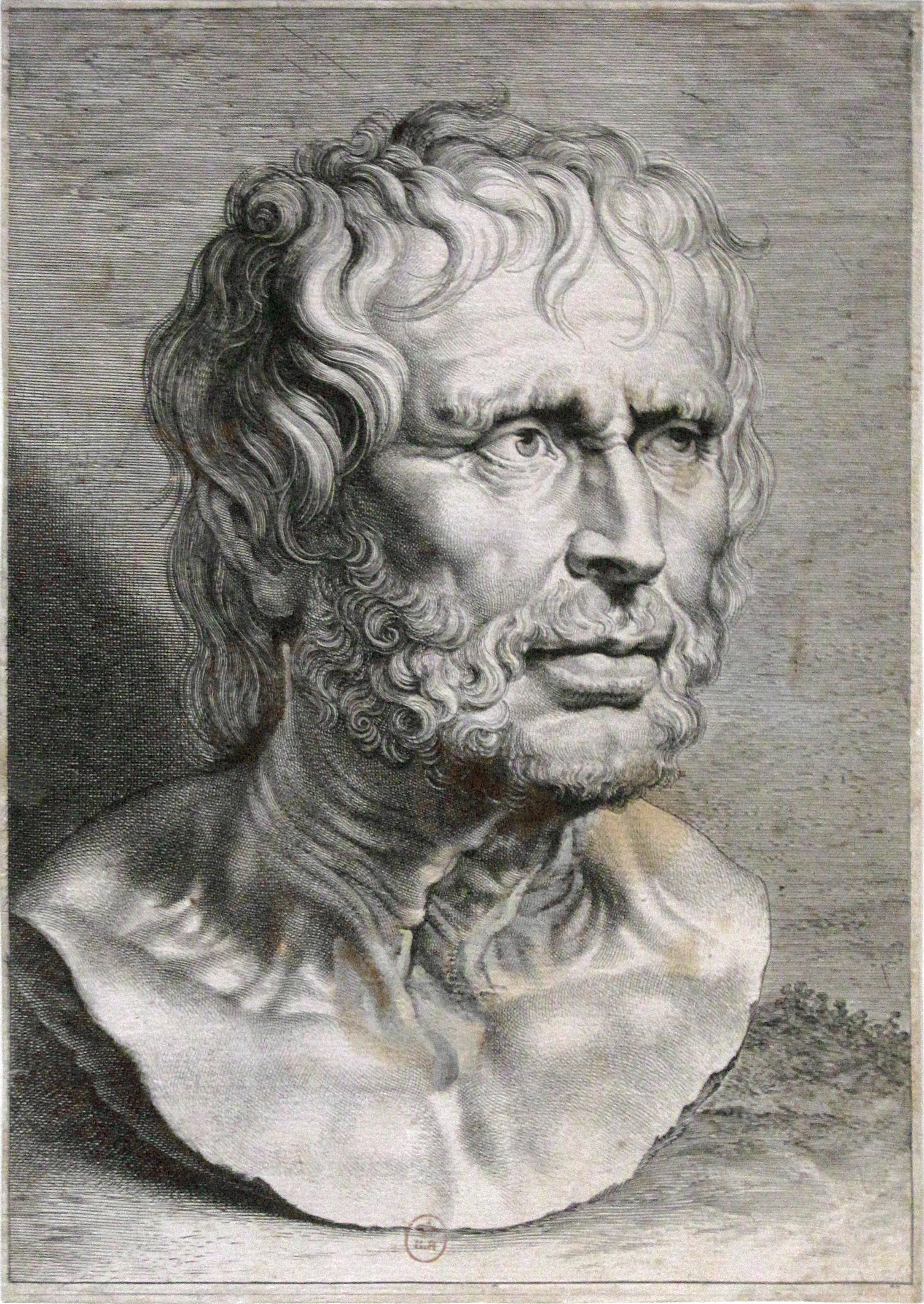
Portrait de Sénèque d'après l'antique (un buste maintenant surnommé Pseudo-Sénèque) de Lucas Vorsterman d'après Rubens, 1638, Bibliothèque nationale de France.

### Conception de la religion
Selon Paul Albert (mort en 1880), longtemps avant Sénèque, la religion ancienne était tombée en désuétude : il n'y avait sans doute pas à Rome un esprit éclairé qui acceptât les fables du polythéisme ou les pratiques de superstition empruntées aux cultes de l'Orient.
Sénèque consent à ce qu'on donne à Dieu des noms plus larges.
« Voulez-vous l'appeler nature ? Vous ne vous tromperiez point ; car c'est de lui que tout est né, lui dont le souffle nous fait vivre. Voulez-vous l'appeler monde ? Vous en avez le droit. Car il est le grand tout que vous voyez ; il est tout entier dans ses parties, il se soutient par sa propre force. »
Toutes ces définitions sont plus ou moins empruntées au stoïcisme scientifique.
En ce qui concerne le culte que réclament les dieux :
« Le premier culte à leur rendre, c'est de croire en leur existence, puis de reconnaître leur majesté, leur bonté, sans laquelle il n'y a pas de majesté, de savoir que ce sont eux qui président au monde, qui gouvernent l'univers par leur puissance, qui sont les protecteurs du genre humain. »
« Ils ne peuvent ni faire ni recevoir une injustice. »
Une sorte d'enthousiasme religieux est exprimée dans ce passage :
« En vain élèverez-vous les mains vers le ciel ; en vain obtiendrez-vous du gardien des autels qu'il vous approche de l'oreille du simulacre, pour être mieux entendu : ce Dieu que vous implorez est près de vous ; il est avec vous, il est en vous. Oui, Lucilius, un esprit saint réside dans nos âmes ; il observe nos vices, il surveille nos vertus, et il nous traite comme nous le traitons. Point d'homme de bien qui n'ait au-dedans de lui un Dieu. Sans son assistance, quel mortel s'élèverait au-dessus de la fortune ? De lui nous viennent les résolutions grandes et fortes. Dans le sein de tout homme vertueux, j'ignore quel Dieu, mais il habite un Dieu. S'il s'offre à vos regards une forêt peuplée d'arbres antiques dont les cimes montent jusqu'aux nues, et dont les rameaux pressés vous cachent l'aspect du ciel ; cette hauteur démesurée, ce silence profond, ces masses d'ombre qui de loin forment continuité, tant de signes ne vous annoncent-ils pas la présence d'un Dieu ? Sur un antre formé dans le roc, s'il s'élève une haute montagne, cette immense cavité, creusée par la nature, et non par la main des hommes, ne frappera-t-elle pas votre âme d'une terreur religieuse ? On vénère les sources des grandes rivières, l'éruption soudaine d'un fleuve souterrain fait dresser des autels ; les fontaines des eaux thermales ont un culte, et l'opacité, la profondeur de certains lacs les a rendus sacrés : et si vous rencontrez un homme intrépide dans le péril, inaccessible aux désirs, heureux dans l'adversité, tranquille au sein des orages, qui voit les autres hommes sous ses pieds, et les dieux sur sa ligne, votre âme ne serait-elle pas pénétrée de vénération ? Ne direz-vous pas qu'il se trouve en lui quelque chose de trop grand, de trop élevé, pour ressembler à ce corps chétif qui lui sert d'enveloppe ? Ici le souffle divin se manifeste. »
L'homme, non l'homme vulgaire, mais celui qu'il appelle le sage, est comme un dieu. Celui-là en effet est non seulement placé sur la même ligne que les dieux, mais il leur est supérieur :
« Le sage ne diffère de Dieu que par la durée. (Bonus tempore tantum a Deo differt.) »
Si Dieu est exempt de toute crainte, le sage aussi. Si Dieu est affranchi de la crainte par le bienfait de sa nature, le sage a l'avantage de l’être par lui-même :
« Supportez courageusement ; c'est par là que vous surpassez Dieu. Dieu est placé hors de l'atteinte des maux, vous, au-dessus d'eux. »

### Une doctrine de la vie bonne
Cet être parfait existe, quoique assez rare, « c'est un phénix qui ne naît que tous les cinq cents ans ».
Quant à la mort, il fallait être toujours prêt, se fortifier, s'encourager les uns les autres. On rappelait les beaux exemples de courage, les trépas héroïques ; ce n'était point pour exercer son esprit, comme dit Sénèque, (Non in hoc exempla nunc congero ut ingenium exerceam).
Sénèque combat parfois, mais faiblement, ce qu'il appelle « le désir de mourir » (libido moriendi) : « Le sage ne doit point fuir de la vie, mais en sortir. ».
Mais dans quelles circonstances ? On se donnait souvent la mort pour échapper aux ennuis et aux incommodités de la vieillesse. Il faut les supporter, dit Sénèque, tant que l'âme n'en sera point diminuée ou l'intelligence menacée. Mais si les supplices, si l'ignominie nous menacent, nous redevenons libres d'y échapper par la mort, car nous avons le droit de nous soustraire à tout ce qui trouble notre repos. Il va même jusqu'à accorder ce droit le jour « où la fortune commencera à être suspecte. »
On lui doit aussi cette citation célèbre : « Ce n'est pas parce que les choses nous paraissent difficiles que nous n'osons pas, c'est parce que nous n'osons pas qu'elles nous paraissent difficiles. »
Cependant, il faut saisir toutes les secondes de notre temps. Pour le préserver, Sénèque nous invite concrètement par exemple à lire les lettres de Lucilius. Il reste très romain dans son approche de la mort : la vie est pour lui un bien au sens patrimonial du terme et comme plusieurs stoïciens et épicuriens rejette le destin post-mortem.
« Où seras-tu après la mort ? Avec ceux qui ne sont pas nés. »

### Apport scientifique
Dans ses Questions naturelles (Naturales quaestiones), Sénèque propose une synthèse critique de témoignages et théories d'auteurs plus anciens, en particulier des philosophes grecs, concernant des phénomènes naturels. Un astéroïde a été nommé (2608) Sénèque en sa mémoire, en raison entre autres de ses textes sur les météores et sur les comètes contenus respectivement dans les livres I et VII des Questions naturelles .

## Œuvres
La datation supposée des écrits est indiquée. Faute d'indices chronologiques concrets, la datation à partir de critères stylistiques est hypothétique.

### Physique
Sénèque écrivit entre 61 et 64 les Questions naturelles (Naturales quaestiones), en sept livres, son seul traité de physique qui survécut, il traite et observe des phénomènes et des réponses qui furent apportés pour les décrire et en chercher la cause. Les discussions sont savantes, en abordant la rationalité de l'univers avec plusieurs digressions morales.
- Liber I, de ignibus caelestibus
- Liber II, de fulminibus et tonitribus
- Liber III, de aquis terrestribus
- Liber IV, de Nilo, de nubibus
- Liber V, de ventis
- Liber VI, de terrae motu
- Liber VII, de cometis

### Satire
- c. 54 : Apocoloquintose (La transformation de l'empereur Claude en citrouille). La paternité du texte a divisé les philologues.

### Consolations
- 41 : Consolation à Marcia (Ad Marciam consolatio)
- 41 : Consolation à ma mère Helvia (Ad Helviam matrem Consolatio)
- 41 : Consolation à Polybe (Ad Polybium consolatio)

### Dialogues et correspondance
- 47-62 : La Constance du sage (De constantia sapientis)
- 49-64 : Sur la tranquillité de l'âme (De tranquillitate animi)
- 62-65 : De l'oisiveté (De otio), fragmentaire
- 58 : De la vie heureuse (De vita beata)
- 49-55 : De la brièveté de la vie (De breuitate uitæ)
- 41-52 : De la colère (De ira)
- 37-65 : De la providence (De providentia)
- 56 : De la clémence (De clementia)
- 61-63 : Des bienfaits (De beneficiis)
- 63 et 64 : Lettres à Lucilius (Epistulae morales ad Lucilium)

Des Lettres de Paul et de Sénèque, au nombre de quatorze, ont circulé, attribuées entre le philosophe et l'apôtre Paul. Il fut établi que c'était un faux datant du IVe siècle.

### Tragédies
Sénèque écrivit plusieurs tragédies ; la question de savoir si elles étaient destinées au théâtre ou à des lectures publiques demeure incertaine. Dix tragédies à son nom nous sont parvenues ; la critique soupçonne que deux tragédies sont apocryphes :
- 53 : Agamemnon
- Hercule furieux
- Hercule sur l'Œta. Des doutes subsistent sur son authenticité, il est supposé que c’est un pastiche anonyme, une relecture d'Hercule furieux.
- Médée
- Octavie. C’est la seule fabula prætexta complète qui nous soit parvenue, plusieurs indices montrent que ce n'est pas l'œuvre de Sénèque mais celle d'un imitateur ultérieur : la tradition manuscrite fiable est défectueuse, le philosophe se met en scène, le style est bien différent et la pièce référence clairement le suicide de Néron.
- Œdipe
- Phèdre
- Les Phéniciennes ou La Thébaïde, inachevée ou fragmentaire.
- Thyeste
- Les Troyennes, adaptation des Troyennes d'Euripide.

### Écrits perdus et fragments
Bon nombre de traités furent perdus,. Ils subsistent seulement comme fragments, le plus souvent étant des citations conservées par des auteurs postérieurs ou sont évoqués par Sénèque :
- la correspondance perdue comprend des lettres à son frère Novatus, à son ami Caesonius Maximus et plusieurs lettres à Lucilius, du fait qu'Aulu-Gelle parle d'un XXIIe livre ;
- une Vie de mon père (De uita patris) ;
- des discours à Néron ;
- un éloge à Messaline ;
- deux traités de géographie : sur la localisation de l'Inde (De situ Indiae) et sur la localisation et religion des égyptiens (De situ et sacris Aegyptiorum) ;
- des poèmes (Carmina) et des épigrammes. Près de 70 épigrammes, totalisant approximativement 620 vers, sont présents dans l'Anthologie palatine, mais leur attribution fait débat[44],[45],[46] ;
- des écrits de physique sur le tremblement de terre (De motu terrarum), les pierres (De lapidum natura), les poissons (De piscium natura) et la forme du monde (De forma mundi), cités par Cassiodore, Raban Maur[47] et Pline l'ancien pour l'Histoire naturelle ;
- des livres traitant de philosophie : des exhortations, sur les devoirs (De Officis), sur la mort prématurée (De immatura morte), sur la superstition (De superstitione) qui est largement cité par Saint Augustin dans La Cité de Dieu, sur le mariage (De matrimonio), sur l'amitié (Quomodo amicitia continenda sit) et un livre sur la morale philosophique (Libri de philosophia morali).

### Correspondance apocryphe
Une tradition remontant à l'Antiquité attribue à Sénèque une correspondance avec l'apôtre Paul de Tarse — qui est en fait un apocryphe de facture post-classique datant du IIIe ou début IVe siècle — en vertu de laquelle le philosophe a parfois pu être considéré comme chrétien. Si cette tradition n'est que rarement relayée par les auteurs médiévaux — dont certains retiennent cependant que Sénèque a pu être influencé par des chrétiens —, elle confère une grande popularité à son œuvre qui, dès le XIIe siècle, concurrence celle de Cicéron ; Sénèque apparaît ainsi aussi souvent que les Pères de l'Église dans les florilèges éthiques médiévaux.

## Dans la culture
- Dante cite Sénèque au Chant IV de l'« Enfer », première partie de la Divine Comédie : « Tous l’admiraient, tous lui rendaient honneur. Là je vis Socrate et Platon, qui se tiennent plus près de lui que les autres … ; je vis Orphée, Tullius et Livius, et Sénèque le philosophe moral ; Euclide le géomètre, Ptolémée[50]. »
- Il est également nommé à plusieurs reprises dans la pièce de théâtre Britannicus, de Jean Racine, en tant que précepteur puis conseiller de Néron[51]. Plus tôt avait été créée La Mort de Sénèque par Tristan L'Hermite.

- John Malkovich interprète le rôle-titre de Sénèque (Seneca), film allemand réalisé par Robert Schwentke, sorti en 2023.

### Sources antiques
- Dion Cassius, Histoire romaine, LX–LXII
- Tacite, Annales, XII–XV

### Recherche contemporaine
- Juliette Dross, Le philosophe dans la cité. Sénèque et l'otium philosophique, Brepols, 2022, 483 pages  (ISBN 978-2-503-59634-1)
- Florence Dupont, Les Monstres de Sénèque, Belin, 2011, (1re éd. 1995), 352 pages  (ISBN 2701161185).
- Jean Lombard, L'enseignement philosophique de Sénèque. Lecture des Lettres à Lucilius, L'Harmattan, 2023, 142 pages (ISBN 978-2-14-034012-3)
- Martin Degand, Sénèque au risque du don. Une éthique oblative à la croisée des disciplines, Brepols, 2015, 440 pages  (ISBN 978-2-503-55491-4)
- Jean-Christophe Courtil, Sapientia contemptrix doloris : le corps souffrant dans l'œuvre philosophique de Sénèque, 2015, 620 pages.  (ISBN 978-90-429-3281-4)
- Ilsetraut Hadot, Sénèque : direction spirituelle et pratique de la philosophie, Vrin, 2014, 456 pages  (ISBN 2711625699).
- Paul Veyne, Sénèque, Entretiens - Lettres à Lucilius, Bouquins, Robert Laffont, 2004 (1re éd. 1981) (ISBN 9782221071274).
- (en) Paul Veyne, Seneca : The life of a stoic, Routledge, 2014 (ISBN 978-0-415-91125-2)
- Paul Veyne, Sénèque : une introduction, suivi de la lettre 70 des Lettres à Lucilius, Tallandier, 2007  (ISBN 2847344241).
- Joël Schmidt, L'apôtre et le philosophe : Saint Paul et Sénèque, une amitié spirituelle, Albin Michel, 2000, 219 pages,  (ISBN 2226114289).
- Pierre Grimal, Sénèque ou la conscience de l'Empire, Fayard, 1991 (1re éd. 1978) (lire en ligne)
- (en) Emily R. Wilson, The greatest empire : A life of Seneca, Oxford University Press, 2014 (ISBN 978-0-19-992664-0)

### Anthologies
- Ainsi parlait Sénèque, dits et maximes de vie choisis et traduits du latin par Louis Gehres (édition bilingue), collection « Ainsi parlait », Éditions Arfuyen, Paris-Orbey, 2015.

### Ouvrages anciens
- Paul Albert (1827-1880), Histoire de la littérature romaine (une partie du présent article est extraite de cet ouvrage).
- Eugène Albertini, La composition dans les ouvrages philosophiques de Sénèque, Paris, E. de Boccard, 1923.
- Denis Diderot, Essai sur la vie de Sénèque le philosophe, sur ses écrits, et sur les règnes de Claude et Néron, 1778.

### Ressources philosophiques antiques
- Sénèque le jeune, textes de la Bibliotheca Classica Selecta
- Seneca (Lucius Annaeus), textes du CNRS
- Sénèque, textes sur Remacle

#### Bases de données et dictionnaires
- Ressources relatives à la musique :   - Carnegie Hall
  - Discogs
  - MusicBrainz
  - Muziekweb
  - Répertoire international des sources musicales
- Ressources relatives à la recherche :   - Biodiversity Heritage Library
  - Internet Encyclopedia of Philosophy
  - Persée
  - Stanford Encyclopedia of Philosophy
- Ressources relatives aux beaux-arts :   - British Museum
  - National Gallery of Art
  - Sandrart.net
  - Union List of Artist Names
- Ressources relatives au spectacle :   - Archives suisses des arts de la scène
  - Les Archives du spectacle
- Ressources relatives à plusieurs domaines :   - Radio France
  - Répertoire du patrimoine culturel du Québec
- Ressource relative à la littérature :   - Internet Speculative Fiction Database
- Ressource relative à l'astronomie :   - Biographical Encyclopedia of Astronomers
- Ressource relative à la santé :   - Bibliothèque interuniversitaire de santé
- Ressource relative à la religion :   - Dictionnaire de spiritualité
- Ressource relative à l'audiovisuel :   - IMDb
- Notices dans des dictionnaires ou encyclopédies généralistes :   - Britannica
  - Brockhaus
  - Deutsche Biographie
  - Diccionario Biográfico Español
  - Dizionario di Storia
  - Enciclopedia italiana
  - Enciclopedia De Agostini
  - Enciclopédia Itaú Cultural
  - Gran Enciclopèdia Catalana
  - Hrvatska Enciklopedija
  - Internetowa encyklopedia PWN
  - Nationalencyklopedin
  - Store norske leksikon
  - Treccani
  - Universalis
  - Visuotinė lietuvių enciklopedija
- Notices d'autorité :   - VIAF
  - ISNI
  - BnF (données)
  - IdRef
  - LCCN
  - GND
  - Italie
  - Japon
  - CiNii
  - Espagne
  - Pays-Bas
  - Pologne
  - Israël
  - NUKAT
  - Catalogne
  - Suède
  - Vatican
  - Canada
  - WorldCat